# 可变电容器

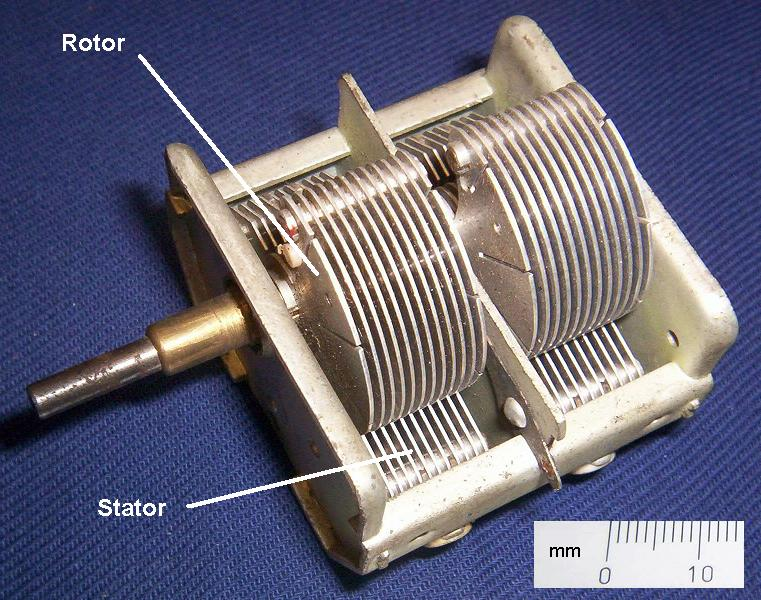
旋转可变电容器

在不同旋转位置的旋转可变电容器

可变电容器（英語：Variable capacitor）是一种电容可变的电容器。其电容可通过机械或电子方式改变。可变电容器常用于在LC电路中调节谐振频率，例如调节无线电频率（有时称之为调谐电容器），或作为可变电抗，用于天线调谐器中的阻抗匹配。

## 机械控制的可变电容器

旋转可变电容器的原理

由机械控制的可变电容器，可以通过改变导板之间的距离或重叠的面积来改变电容。
常见由机械控制的可变电容器的形式是在旋转轴（转子）上布置一组半圆形金属板，这些金属板位于固定板（定子）间隙中，因此可以通过旋转转子来改变重叠区域的面积。通过改变旋转板的形状，可以构造不同电容与角度之间的函数关系（例如频率随角度线性变化）。由机械控制的可变电容器通常会使用减速齿轮构造实现精细电容控制。当旋转板和固定板相互交错时，电容达到最大；当两板错开时，电容最小。

### 历史
以空气作为介质的可变电容器由匈牙利工程师Dezső Korda发明，并于1893年12月13日获德国专利。

## 电信号控制的可变电容器

### 电压调谐电容
当二极管反向偏置时，其耗尽层厚度会随二极管两端施加的直流电压而变化。所有二极管（包括晶体管中的PN结）都有这一性质，但专门作为可变电容的二极管（即变容二极管）出售的器件有特殊的设计（例如具有更大的结面积和特殊的掺杂）使其具有更大的电容。

### 数字调谐电容
数字调谐电容器（Digitally tuned capacitor）是一种可变电容的IC芯片，通过特殊的工艺（如MEMS、BST、SOI、SOS等）实现可变电容。